# Henrik Steffens Hagerup (1806–1859)
Henrik Steffens Hagerup, född den 23 april 1806 i Kalundborg på Själland, död den 28 maj 1859 i Karlsbad, var en norsk sjöofficer och statsråd, far till Henrik Steffens och Francis Hagerup.
Hagerup blev 1824 sekundlöjtnant i marinen och 1854 kapten. Han var 1828–32 och 1835–38 anställd vid kustmätningen i Nordland och Finmarken. 
År 1841 blev han tygmästare i marinen och var 1840–47 lärare vid sjökadettskolan i Fredriksværn. Han var även en verksam ledamot av flera kungliga kommittéer för sjöfarten, lotsväsendet och flottans administration. 
Som representant för Jarlsberg og Larvigs amt var han 1848, 1851 och 1854 medlem av stortinget, där han väckte allmän uppmärksamhet genom sitt självständiga och från all partihänsyn fria uppträdande. 
År 1856 utnämndes Hagerup till statsråd och chef för marindepartementet samt till konteramiral. I förstnämnda egenskap genomförde han flera förbättringar på alla marinens och sjöväsendets områden. 
Hagerup författade: Om chronometret og dets anvendelse til søes (1840), Lærebog i sø-artilleriet for de norske søcadetter (1847) och Lærebog i sø-artilleriet til brug ved den sømilitære corpsskole (1848).